# Es ist Juli
Es ist Juli ist das Debütalbum der Popgruppe Juli. Es erschien im September 2004 und ist bisher die erfolgreichste Veröffentlichung der Band.

## Entstehung
Im August 2003 unterschrieb die Band ihren Plattenvertrag, woraufhin das Debütalbum von November 2003 bis Januar 2004 aufgenommen wurde. Die meisten Titel wurden mit dem Produzenten Olaf Opal im Mohrmann Studio in Bochum aufgenommen, zwei Titel (Warum und Geile Zeit) mit Andreas Herbig und Franz Plasa im Homestudio in Hamburg.
Die Songs auf dem Album hatte die Band zum Teil bereits 2001/02 verfasst, unmittelbar nach ihrer Umbenennung in Juli und der damit verbundenen Hinwendung zu deutschsprachigen Texten.

## Titel, Cover und Booklet
Der Name des Albums ist einer Zeile aus dem Lied November („Denn es ist Juli“) entnommen und stellt gleichzeitig eine Anspielung auf den Bandnamen dar.
Das Cover ist in einem Collagenstil gehalten und illustriert den Albumtitel. Es sind unterschiedliche Grüntöne gepaart mit roten Klecksen zu sehen, die wiederum Blumen darstellen. Auf einem größeren Klecks in der linken Hälfte steht der Bandname in gelber Schreibschrift, unmittelbar darunter in kleinerer, weißer Schreibschrift der Albumtitel. In der rechten Hälfte sieht man die Köpfe der Bandmitglieder in Schwarz-Weiß-Fotografie, wobei der der Sängerin Eva Briegel stärker im Vordergrund steht und größer ist als die ihrer Bandkollegen.
Der Collagenstil des Covers setzt sich im gesamten Booklet fort. Es werden helle Hintergrundfarbtöne von blau, grün, gelb, rot, braun usw. verwendet, gepaart mit einer bunten Mischung unterschiedlicher Fotos der Bandmitglieder sowie Grafiken, die Pflanzen darstellen sollen. Außerdem wird im gesamten Booklet auf die Verwendung von Großbuchstaben verzichtet.

## Verkäufe und Chartplatzierungen
Es ist Juli ist das bisher erfolgreichste Album der Band. In Deutschland erreichte das Album als beste Platzierung in den Album-Charts den zweiten Rang, wurde 74 Wochen in den Charts geführt und verkaufte sich rund 700.000 Mal. Dafür erhielt Juli drei Platin-Schallplatten. Auch in Österreich wurde Es ist Juli mit Platin ausgezeichnet. Dort hielt sich das Album 50 Wochen in den Charts und belegte Platz vier als beste Charts-Platzierung. In der Schweiz erreichte es als höchste Platzierung Rang sieben und konnte sich insgesamt genau ein Jahr lang in den Charts halten.

## Tournee

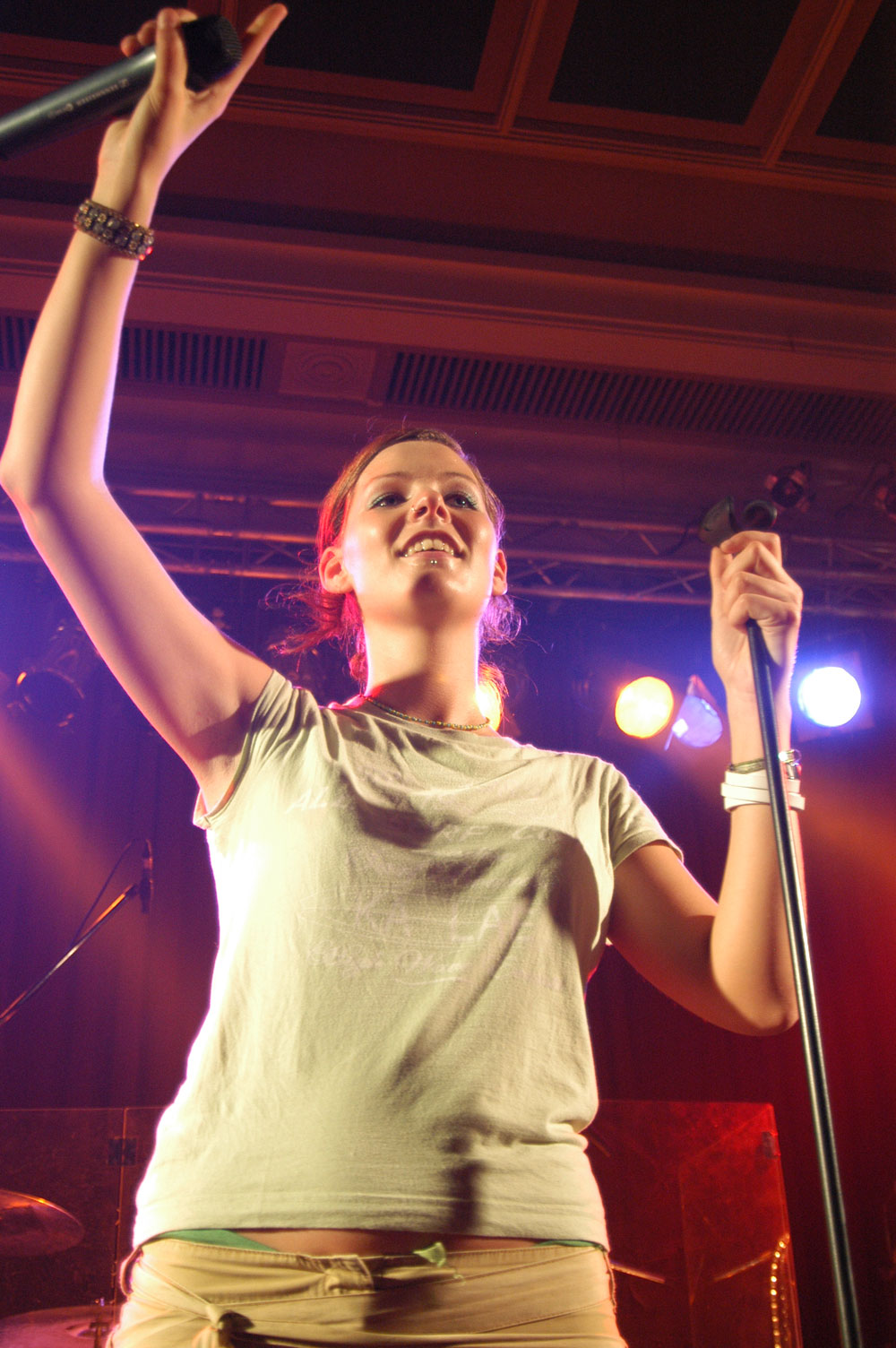
Eva Briegel bei der Clubtour im November 2004

Die erste eigene Tournee war eine Clubtour, die Juli im Oktober und November 2004 durch ganz Deutschland führte. Nach einigen Konzerten als Vorband von Rosenstolz begann die eigentliche Es ist Juli-Tour im Februar 2005, die die Band in verschiedenen Abschnitten auf mehr als 60 Konzert- und Festivalbühnen in Deutschland und den angrenzenden Ländern führte und schließlich Ende September 2005 in Düsseldorf endete.
Zuletzt trat die Band im Sommer 2006, während der Arbeiten an ihrem zweiten Album, auf einigen Festivals mit überwiegend alten und einigen neuen Songs auf.

## Titelliste
Die ursprüngliche Version des Albums Es ist Juli erschien in Deutschland am 20. September 2004. Sie enthält zwölf Titel sowie die Videos zu Perfekte Welle und Geile Zeit.
1. Warum (Triebel, Briegel) – 3:46
2. Sterne (Triebel, Weigmann) – 4:00
3. Geile Zeit (Triebel, Pfetzing) – 3:46
4. Tage wie dieser (Triebel) – 3:25
5. Tränenschwer (DioGuardi, Triebel, Briegel) – 3:27
6. Perfekte Welle (Triebel, Herde) – 3:20
7. Regen und Meer (Pfetzing, Briegel, Weigmann) – 3:37
8. November (Triebel, Pfetzing, Briegel) – 2:59
9. Anders (Keller, Triebel) – 3:09
10. Kurz vor der Sonne (Triebel, Herde, Pfetzing, Briegel, Weigmann) – 3:15
11. Ich verschwinde (Pfetzing, Briegel, Triebel) – 3:40
12. Wenn du lachst (Pfetzing, Briegel) – 3:48

Am 21. Februar 2005 erschien in Deutschland eine Special Edition des Albums. Diese enthielt neben der normalen CD noch eine Bonus-DVD mit in Wien aufgenommenen Live-Versionen dreier Songs (November, Perfekte Welle und Ich verschwinde), einer Dokumentation über die Clubtour vom Herbst 2004 sowie einer Diashow mit bisher unveröffentlichten Fotos.

## Musik
Neben der klassischen Rock-Instrumentierung Gitarre-Bass-Schlagzeug sind teilweise auch Keyboards, Streicher und Posaune zu hören, die jeweils von Gastmusikern gespielt wurden. Genremäßig ist das Album dem Pop-Rock zuzuordnen, wobei allerdings die Pop-Komponente nicht zwangsläufig überwiegt. So sind Einflüsse der zeitgenössischen Rock-Musik nicht zu überhören.
In Perfekte Welle wird versucht, das Rauschen von Wellen musikalisch umzusetzen, vor allem im Intro sowie im Mittelteil, wo im Hintergrund leiser Gesang von Eva Briegel zu hören ist und sie vor dem Refrain mehrfach das Wort „Welle“ wiederholt. Zusätzlich untermalt wird das Wellenmotiv dadurch, dass die Strophen eher ruhig klingen, während der Refrain deutlich energischer umgesetzt wird. Kurz vor der Sonne enthält als einziges Stück des Albums einen Stilbruch, indem sich der Musikstil stellenweise zu Reggae verändert und dabei durch Rap-Einlagen des Reggae-Künstlers Ben Robby ergänzt wird. Wenn du lachst ist ein sehr balladeskes Stück, dessen Instrumentalisierung sich auf Klavier und Schlagzeug reduziert, wobei das Schlagzeug erst bei der zweiten Strophe einsetzt. Die sehr traurig-düstere und melancholische Melodie vermittelt dabei eine Art „Weltuntergangsstimmung“.
Die meisten Lieder sind nach dem Schema 1. Strophe – Überleitung – Refrain – 2. Strophe – Überleitung – Refrain – 3. (kurze und in der Melodie veränderte Strophe) – Refrain aufgebaut. Manchmal ist jedoch die erste Strophe deutlich länger als die zweite (so z. B. bei Warum) oder es werden zwei Strophen hintereinander gesungen (Geile Zeit).

## Texte

### Allgemein
Die Texte drehen sich überwiegend um das Thema Liebe.
Warum beschreibt eine wilde Liebesnacht, Sterne ein lyrisches Ich in angetrunkenem Zustand („Hab ich so viel getrunken“), das Halluzinationen hat („Warum verschwimmst du im Sternenmeer“). In Geile Zeit, Tränenschwer und November geht es um Liebe, die nicht mehr funktioniert, in Tage wie dieser, Anders und Wenn du lachst wird Liebeskummer thematisiert. Regen und Meer behandelt unsterbliche Liebe, Ich verschwinde ein sogenanntes Romeo-und-Julia-Szenario („Sie sagen dir, ich bins nicht wert […] wenn ich anders könnte würde ich dich lieben“)
Lediglich Perfekte Welle und Kurz vor der Sonne setzen sich nicht mit dem Thema Liebe auseinander. Perfekte Welle dreht sich um eine Chance im Leben, die man nach vielen Rückschlägen nutzen solle. Kurz vor der Sonne behandelt ein eher gegenteiliges Szenario, bei dem eine vermeintliche Chance nach hinten losgeht.
Vereinzelt wird in den Texten auch jugendlicher Slang verwendet („Und ich hoffe du checkst dass sie nicht wichtig ist“ in Warum, „Und ich finds geil dich so zu sehen“ in Sterne, „Ich könnte so kotzen, weil ich weiß, dass alle Zeit der Welt nicht reicht“ in Ich verschwinde, „Ja ich weiß es war ne geile Zeit“ in Geile Zeit).

### Perfekte Welleund Tsunami-Katastrophe
Nach der Tsunami-Katastrophe in Südostasien im Dezember 2004, bei der Flutwellen mehr als 280.000 Menschenleben forderten, nahmen allerdings die meisten Radiosender das Lied sofort aus dem Programm, da ihrer Meinung nach sein Text eine ungewollte Doppeldeutigkeit erlangt hatte, da in Zeilen wie Das ist die perfekte Welle / das ist der perfekte Tag / lass dich einfach von ihr tragen / denk am besten gar nicht nach, oder Jetzt kommt sie langsam auf dich zu / das Wasser schlägt dir ins Gesicht / siehst dein Leben wie ein Film von Wellen die Rede ist.  Teilweise kam es in den ersten Tagen nach der Katastrophe dazu, dass das Lied unmittelbar nach Meldungen oder Spendenaufrufen über den Sender ging. Dies konnte von Zuhörern als vorsätzlicher Sarkasmus verstanden werden, dürfte aber zumeist durch Autorotation verursacht worden sein. Der Text handelt jedoch von einem Surfer, der nach langem Warten auf eine zum Wellenreiten besonders gut geeignete Welle trifft – eine Metapher für das Nutzen einer Chance, die sich nach langem vergeblichen Hoffen ergibt. Die Band und ihre Plattenfirma Universal Music äußerten Verständnis für das Absetzen der Single.

## Singleveröffentlichungen
| Datum             | Titel                 | Chartpositionen | Chartpositionen | Chartpositionen |
| Datum             | Titel                 | DE              | AT              | CH              |
| ----------------- | --------------------- | --------------- | --------------- | --------------- |
| 28. Juni 2004     | Perfekte Welle        | 2               | 2               | 18              |
| 15. November 2004 | Geile Zeit            | 19              | 19              | 32              |
| 2. Mai 2005       | Regen und Meer        | 31              | 52              | —               |
| 15. August 2005   | Warum                 | 47              | 52              | —               |
| 11. November 2005 | November (lim. 6.000) | 49              | —               | —               |

### Perfekte Welle
Perfekte Welle wurde als erste Singleauskopplung aus dem Album Es ist Juli am 28. Juni 2004 auf den Markt gebracht. In Deutschland erreichte die Single Platz 2, in Österreich ebenfalls Platz 2 und in der Schweiz Platz 18. Außerdem erreichte der Song in den deutschen Jahrescharts 2004 Platz 11, in den österreichischen Jahrescharts Platz 27 und 2005 in den deutschen Jahrescharts noch einmal Platz 99.
| #  | Titel                                 | Spiel- dauer |
| -- | ------------------------------------- | ------------ |
| 1. | Perfekte Welle (Single Version)       | 3:20         |
| 2. | Wenn du lachst (Unplugged)            |              |
| 3. | Perfekte Welle (Album Version)        |              |
| 4. | Lass mich nicht hängen (Sofa Version) |              |
| 5. | Perfekte Welle (Video)                |              |

| #  | Titel                           | Spiel- dauer |
| -- | ------------------------------- | ------------ |
| 1. | Perfekte Welle (Single Version) | 3:20         |
| 2. | Wenn du lachst (Unplugged)      |              |

### Geile Zeit
Geile Zeit wurde als zweite Singleauskopplung aus dem Album Es ist Juli am 15. November 2004 auf den Markt gebracht. In Deutschland erreichte die Single Platz 18, in Österreich Platz 11 und in der Schweiz Platz 32. Außerdem erreichte der Song in den deutschen Jahrescharts Platz 23. In den Downloadcharts schaffte es Juli auf Platz Nummer 1.
| #  | Titel                      | Spiel- dauer |
| -- | -------------------------- | ------------ |
| 1. | Geile Zeit (Radio Version) | 3:35         |
| 2. | Du drehst dich um          | 3:32         |
| 3. | Geile Zeit (Album Version) | 3:46         |
| 4. | Geile Zeit                 | 6:18         |
| 5. | Geile Zeit (Video)         | 3:35         |

| #  | Titel                      | Spiel- dauer |
| -- | -------------------------- | ------------ |
| 1. | Geile Zeit (Radio Version) | 3:35         |
| 2. | Geile Zeit                 | 6:18         |

### Regen und Meer
Regen und Meer wurde als dritte Singleauskopplung aus dem Album Es ist Juli am 2. Mai 2005 auf den Markt gebracht. In Deutschland erreichte die Single Platz 31, in Österreich Platz 52. In der Schweiz wurde die Single nicht veröffentlicht. In den Downloadcharts schaffte es Juli auf Platz Nummer 1.
| #  | Titel                                   | Spiel- dauer |
| -- | --------------------------------------- | ------------ |
| 1. | Regen und Meer – Single Version         | 3:38         |
| 2. | Regen und Meer – Album Version          | 3:37         |
| 3. | Regen und Meer – Jetzt 18% mehr Version | 4:08         |
| 4. | November – J.U.L.I Remix                | 3:38         |

| #  | Titel                           | Spiel- dauer |
| -- | ------------------------------- | ------------ |
| 1. | Regen und Meer – Single Version | 3:38         |
| 2. | November – J.U.L.I Remix        | 3:38         |

### Warum
Warum wurde als vierte Singleauskopplung aus dem Album Es ist Juli am 15. August 2005 auf den Markt gebracht. In Deutschland erreichte die Single Platz 47, in Österreich Platz 52. In der Schweiz wurde die Single nicht veröffentlicht. In den Downloadcharts schaffte es Juli auf Platz Nummer 12.
| #  | Titel                                  | Spiel- dauer |
| -- | -------------------------------------- | ------------ |
| 1. | Warum – Single Version                 | 3:45         |
| 2. | Warum – Album Version                  | 3:46         |
| 3. | Warum – J.U.L.I Remix                  | 3:34         |
| 4. | Sterne – De-Phazz-Pounding-Dub-Version | 4:21         |
| 5. | Warum – Video                          | 3:45         |

2-Track-Version
| #  | Titel                  | Spiel- dauer |
| -- | ---------------------- | ------------ |
| 1. | Warum – Single Version | 3:45         |
| 2. | Warum – Album Version  | 3:46         |

### November
November wurde als fünfte Singleauskopplung aus dem Album Es ist Juli am 11. November 2005 auf den Markt gebracht und erschien mit 6.000 limitierten Platten. In Deutschland erreichte die Single Platz 49. In Österreich und in der Schweiz wurde die Single nicht veröffentlicht. In den Downloadcharts schaffte es Juli auf Platz Nummer 16.
Standard-Version
| #  | Titel                                     | Spiel- dauer |
| -- | ----------------------------------------- | ------------ |
| 1. | November – Album Version                  | 2:59         |
| 2. | Tage wie dieser – Folk-Step-N.O.H.A Remix | 5:32         |